# Planet Group Arena
 (décembre 2012).
Si vous disposez d'ouvrages ou d'articles de référence ou si vous connaissez des sites web de qualité traitant du thème abordé ici, merci de compléter l'article en donnant les références utiles à sa vérifiabilité et en les liant à la section « Notes et références ».
La  Planet Group arena (jadis Ghelamco Arena), plus communément appelé stade Artevelde (en néerlandais : Arteveldestadion) est le principal stade de la ville de Gand, en Belgique.
D'une capacité de 20 000 spectateurs, il accueille les matchs du club de football de La Gantoise, le plus grand club de la ville de Gand, depuis la saison 2013-2014. Il a remplacé le stade Jules Otten et fut inauguré par un match contre le VfB Stuttgart.

## Histoire
L’annonce d’un nouveau stade pour le club de La Gantoise, sur le site du grand marché, près de la R4 et du canal périphérique, à proximité des autoroutes E17 et E40, a été réalisée le 12 mai 2003 par l’Échevin Daniël Termont. Le nouveau stade, devant aider à la croissance des recettes du club, était annoncé pour la saison 2006–2007.
Le contrat pour la construction du stade a été signé le 28 novembre 2005 entre la ville de Gand et l’entreprise de construction. La société municipale autonome AG Stadsontwikkelingsbedrijf Gent (SOB AG), a été impliquée dans les plans. La date annoncée était désormais l’hiver 2007–2008.
En 2007, l'ancien grand marché a été démoli pour libérer le site du futur stade. La construction a toutefois été retardée, du fait de conflits entre la ville de Gand et la Région flamande, au motif des problèmes de bruit et de mobilité générés par l'équipement, situé à proximité de l’hôpital universitaire de Gand. Un accord a été trouvé en juillet 2007, permettant un début des travaux en janvier 2008. La date annoncée était désormais l’été 2009. Les auteurs du projet ont alors présenté une nouvelle version, où la façade de verre du stade était remplacée par un treillis métallique.
Le permis de bâtir a été octroyé en janvier 2008, et la pose de la première pierre a finalement eu lieu en septembre 2008 par Daniël Termont, entretemps devenu bourgmestre de Gand, et par le président du club, Ivan De Witte.
En 2009, des problèmes de financement ont contraint les auteurs du projet à interrompre les travaux, et revoir à la baisse les ambitions et dimensions du stade. En 2010, la ville de Gand a annoncé qu’un accord avait été trouvé avec la SOB AG et le club pour l’exploitation du stade, de sorte à pouvoir reprendre immédiatement la construction. La date annoncée était désormais la saison 2012–2013.
Ayant encore encouru des retards liés à des demandes d’indemnisation devant les tribunaux, la date de mise en service du nouveau stade a finalement été reportée à l’été 2013.

## Caractéristiques

### Éco-construction
La présence d’un treillis métallique est source d’économies d’énergie, grâce à une meilleure isolation. Ceci n’aurait pas été possible avec les plans originaux, qui prévoyaient une façade de verre. De plus, le toit du stade sera pourvu de 13 000 m2 – soit l’équivalent de deux terrains de football – de panneaux solaires photovoltaïques. L’eau de pluie est récupérée et utilisée pour les sanitaires et l’arrosage de la pelouse. L’éclairage du terrain est placé immédiatement sous la toiture, de sorte à maximiser le rendement lumineux, tout en limitant la pollution lumineuse pour le voisinage. Le stade Artevelde est ainsi devenu le premier stade « écologique » du Benelux.

### Mobilité
À proximité du stade, se trouve un parking de 1 500 places. Les autres parkings se trouvent à Flanders Expo (3 000 places), au Blaarmeersen (750) et à Gentbrugge (250). Des navettes de bus amèneront les supporteurs vers le stade.

### Lieux de détente
Sous les tribunes se trouve une allée avec des cafés, restaurants, des petites salles de jeu, une piste de bowling et une salle de fitness. Ces installations seront accessibles toute l’année.

### Bureaux
La Planet Group arena héberge un supermarché Albert Heijn, un Meet District ainsi que plusieurs bureaux de différentes sociétés.
Le promoteur Ghelamco y a développé 14 000 m2 de bureaux dans le stade et deux tours, dénommées Blue Towers, d’une superficie totale de 30 000 m2. Les bureaux localisés dans le stade se situent au-dessus des tribunes, sur un des côtés du bâtiment. L’autre côté contient des loges et les salles de presse.

## Galerie

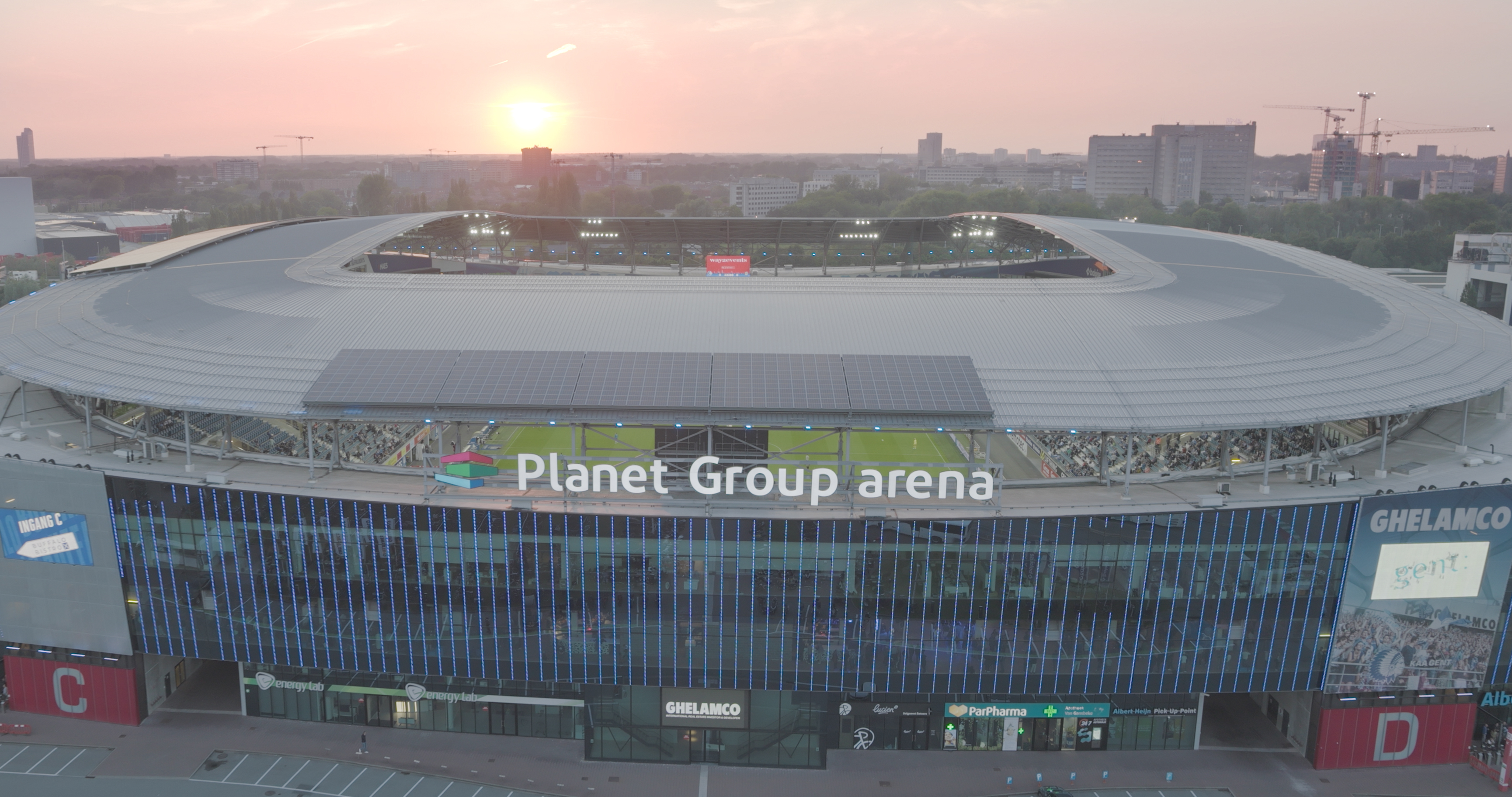
Planet Group arena au coucher de soleil.

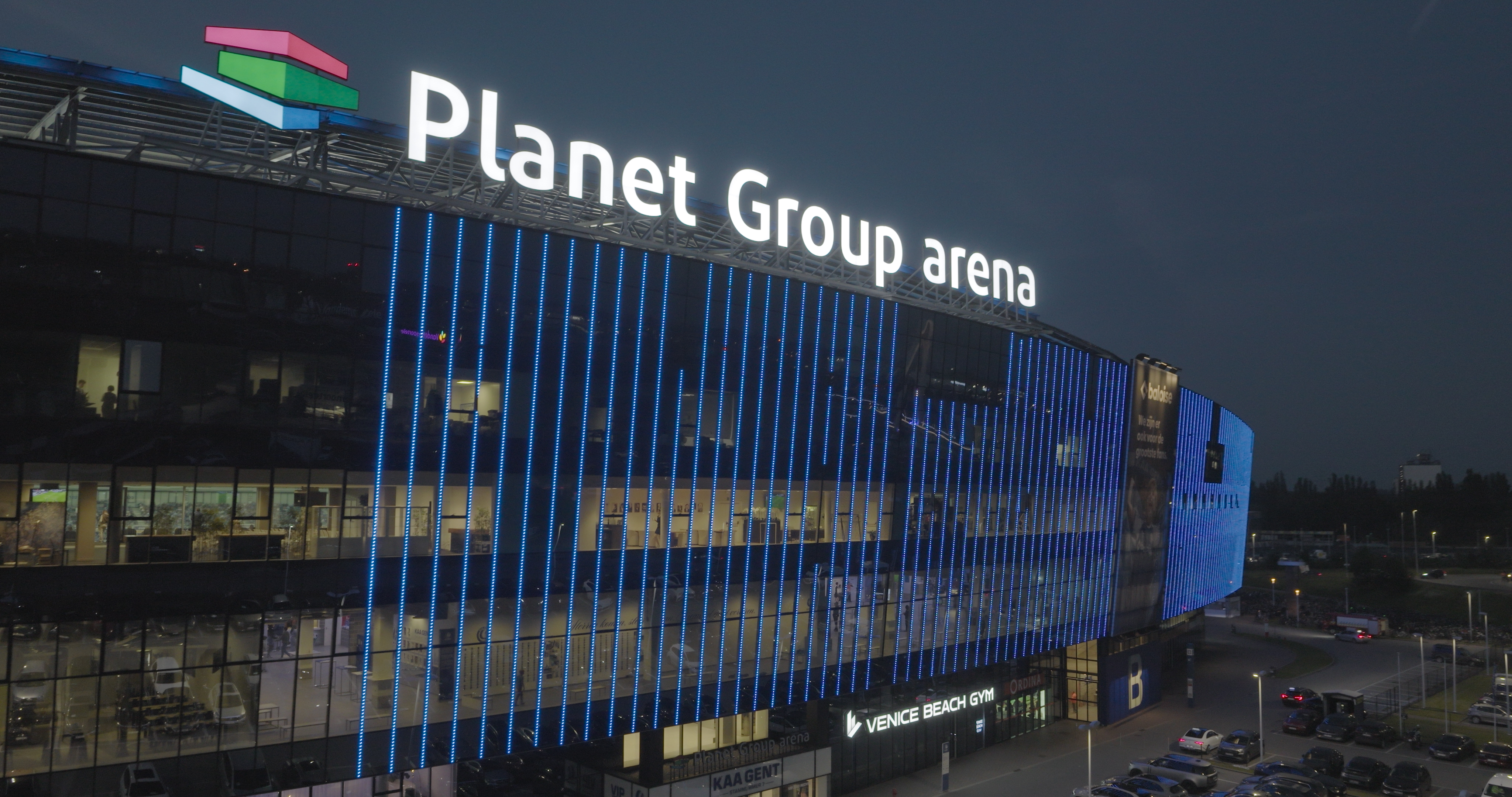
Vue nocturne sur la Planet Group arena
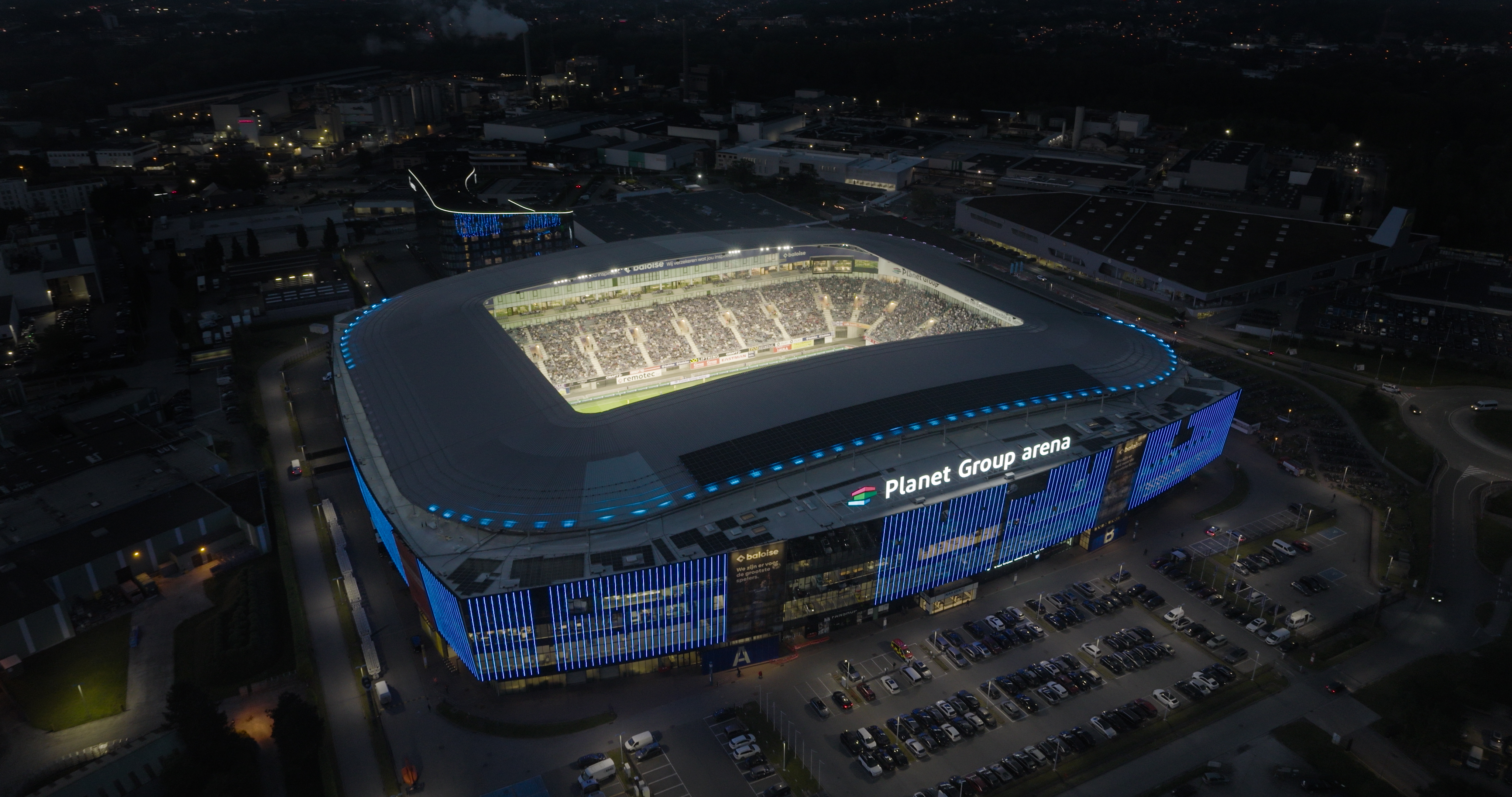
Vue aérienne sur la Planet Group arena
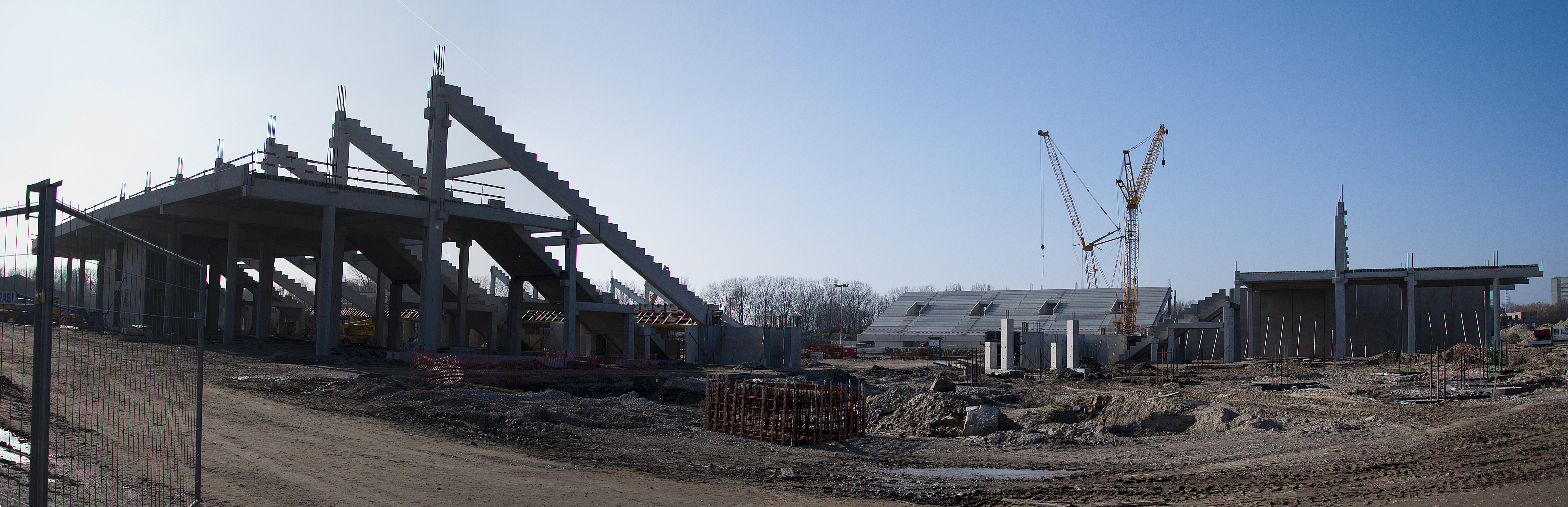
Stade en chantier (3/2012)
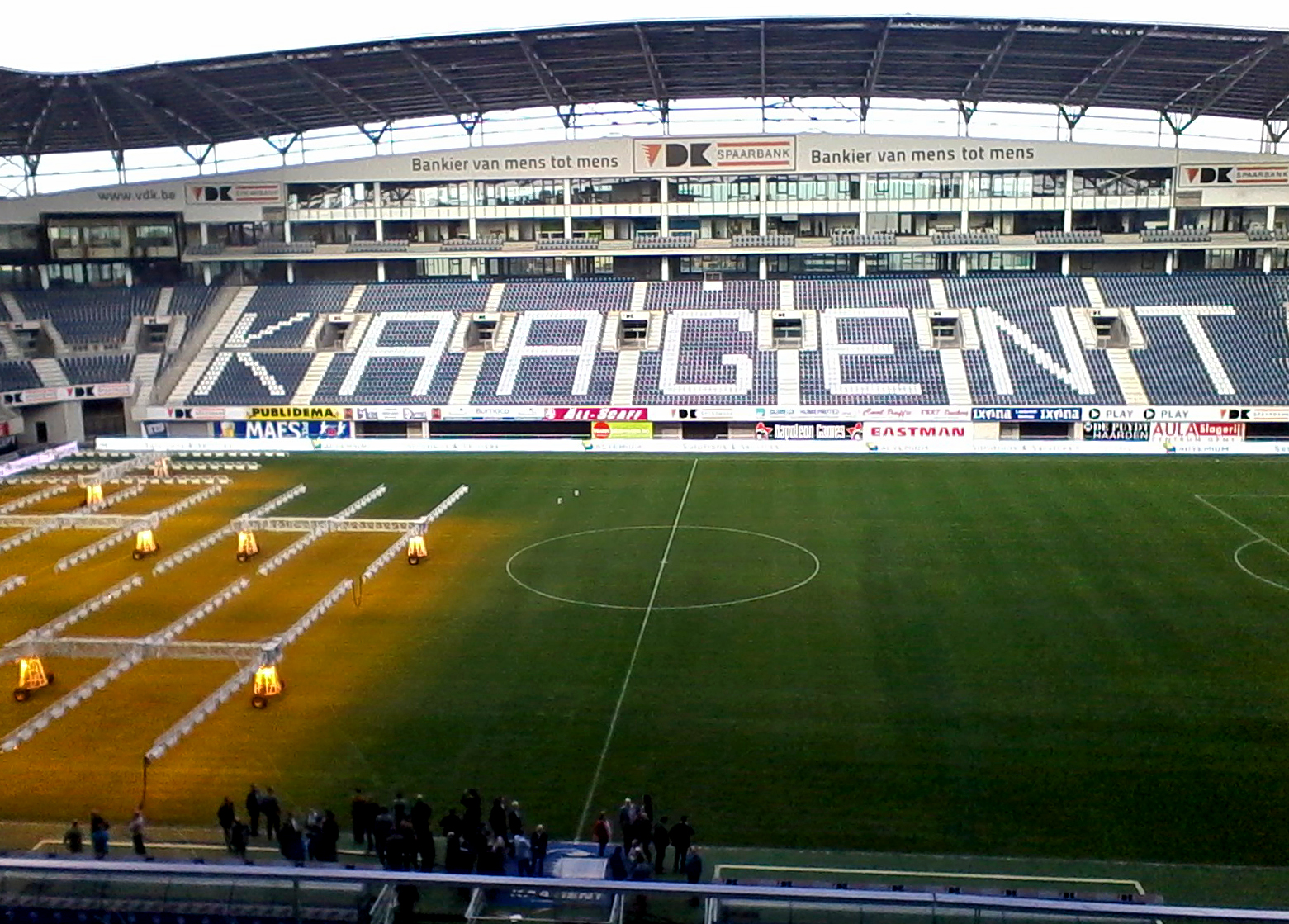
Tribune latérale
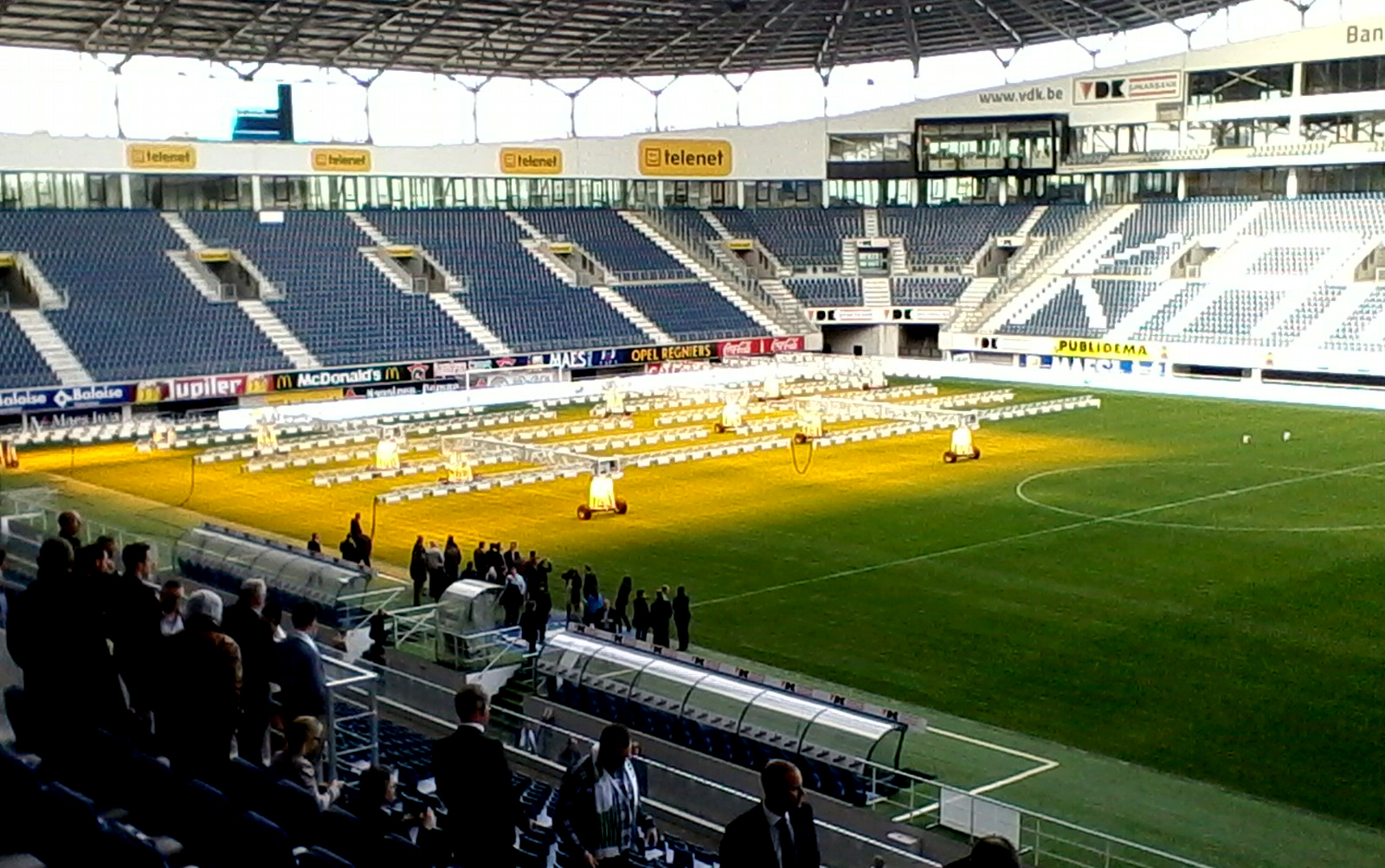
Tribune nord
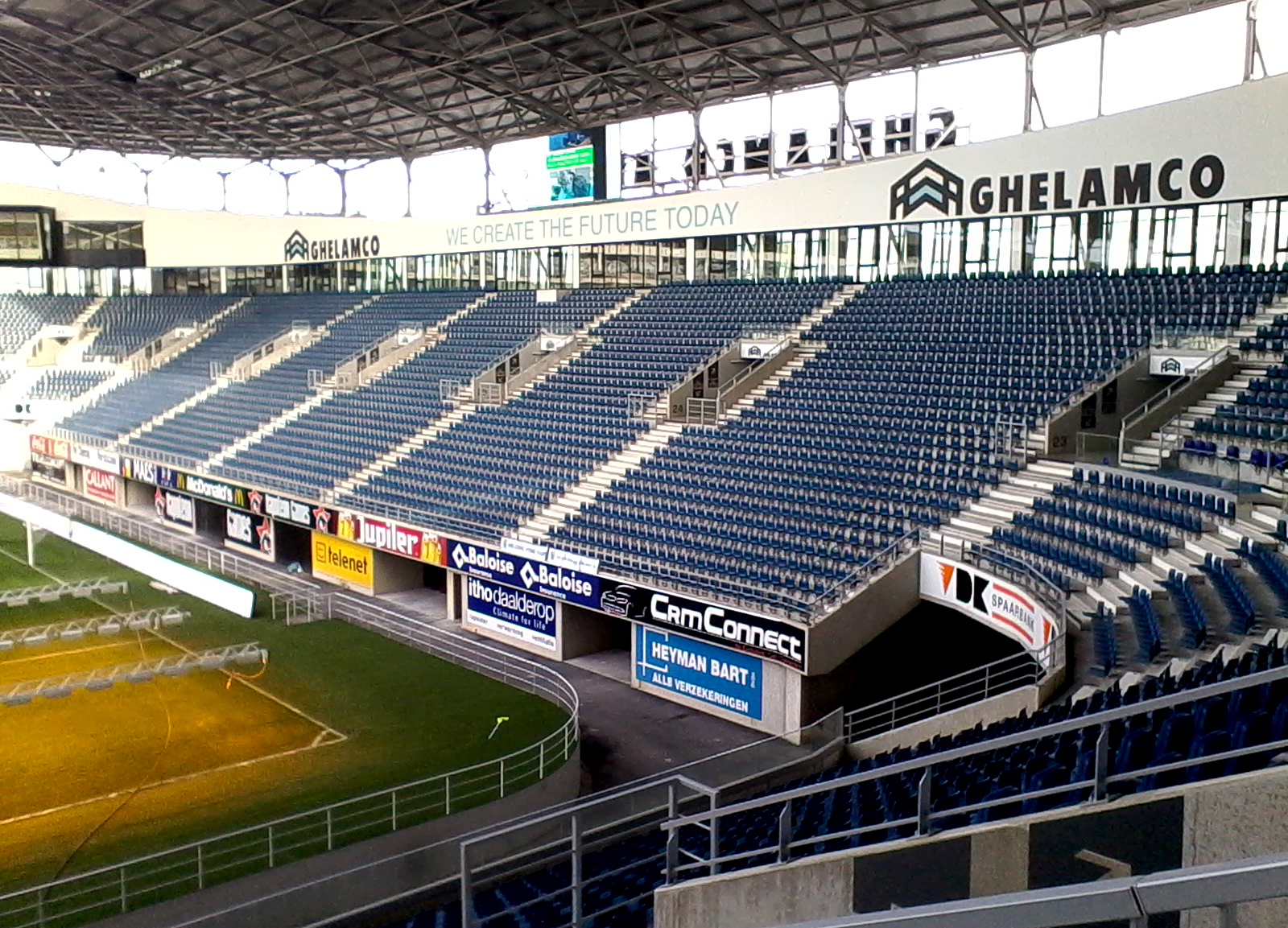
Tribune sud
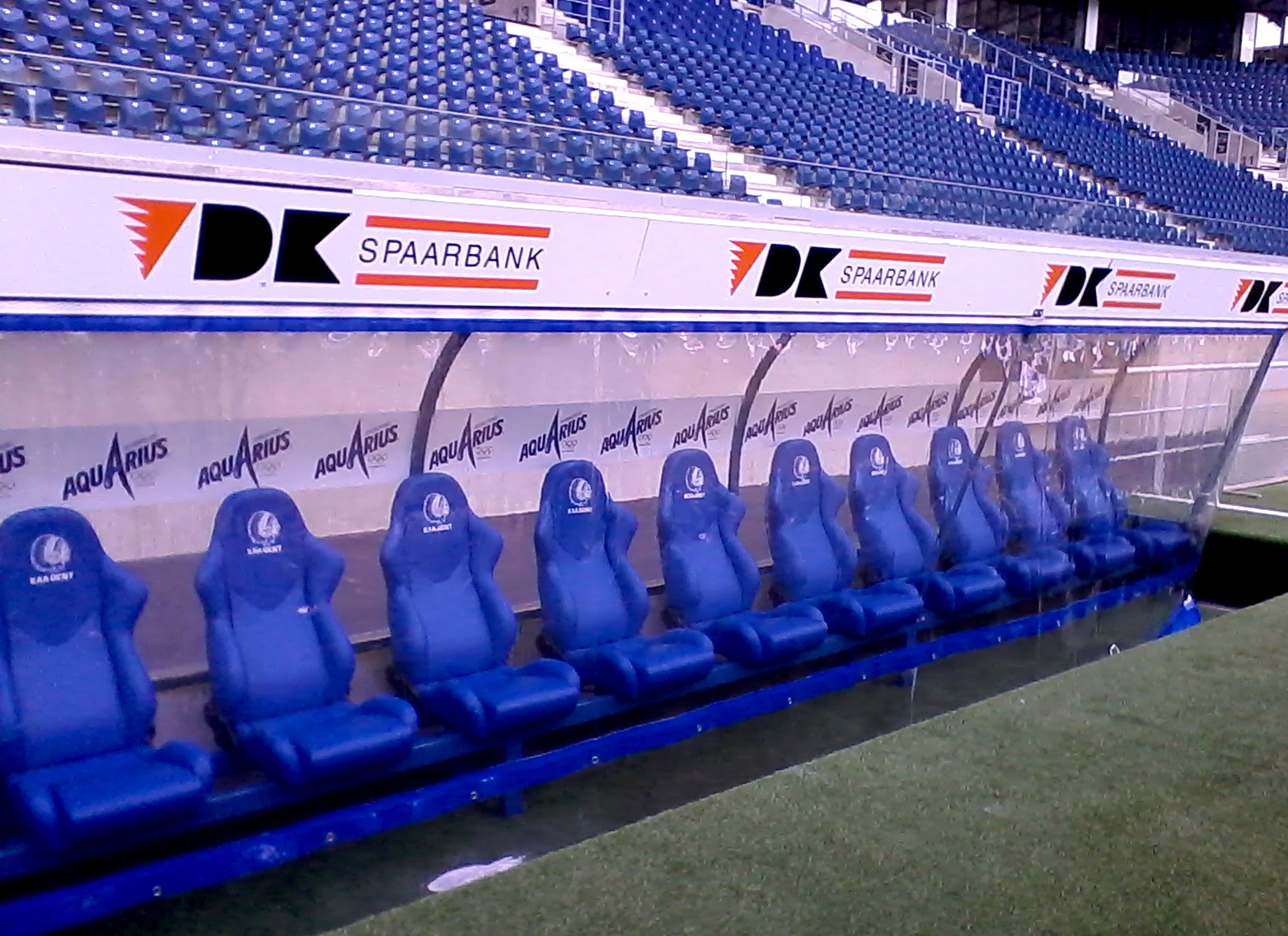
Banc de touche